# 2012年夏季奧林匹克運動會馬術團體場地障礙賽
2012年夏季奧林匹克運動會馬術比賽－團體場地障礙賽於2012年8月4日至8月6日在倫敦格林威治公園舉行。

## 賽程
所有時間為英國夏令時間（UTC+1）
| 日期   | 時間  | 階段     |
| ------ | ----- | -------- |
| 8月4日 | 10:30 | 預賽     |
| 8月5日 | 11:00 | 第一回合 |
| 8月6日 | 14:00 | 第二回合 |